# NGC 3751
NGC 3751 ist eine elliptische Galaxie des Typs E-S0 im  Sternbild Löwe. Die Galaxie wurde am 5. April 1874 von dem britischen Astronomen Ralph Copeland entdeckt.
Die Galaxie NCG 3751 bildet zusammen mit NGC 3745, NGC 3746, NGC 3748, NGC 3750, NGC 3753 und NGC 3754 die Galaxiengruppe Arp 320 oder nach dem Entdecker Copelands Septet und ergänzt durch die Galaxie PGC 36010 die Hickson Compact Group (HCG) 57. Halton Arp gliederte seinen Katalog ungewöhnlicher Galaxien nach rein morphologischen Kriterien in Gruppen. Diese Galaxiengruppe gehört zu der Klasse Gruppen von Galaxien. 